# 娱乐周刊
《娱乐周刊》（英語：Entertainment Weekly，有时简写作）是美国的一本娱乐杂志，由时代华纳下属的时代公司出版，涵盖电影、电视、音乐、百老汇音乐剧、书籍以及时尚文化。不同于《美国周刊》（US Weekly）、《人物》杂志和《In Touch Weekly》之类杂志追逐名人，《娱乐周刊》将焦点主要集中在娱乐媒体和评论上。而与《綜藝》（Variety）和《好莱坞报道》（The Hollywood Reporter）集中在行业内人士观点不同的是，《娱乐周刊》更加贴近观众。